# Scolecodothis kamatii
Scolecodothis kamatii är en svampart. Scolecodothis kamatii ingår i släktet Scolecodothis och familjen Phyllachoraceae.

## Underarter
Arten delas in i följande underarter:
- macrospora
- kamatii